# Елиот (Ајова)
Елиот (енгл. Elliott) град је у америчкој савезној држави Ајова. По попису становништва из 2010. у њему је живело 350 становника.

## Демографија
Према попису становништва из 2010. у граду је живело 350 становника, што је -52 (-12.9%) становника више него 2000. године.
| Група             | 2000.       | 2010.       |
| Белци             | 399 (99,3%) | 344 (98,3%) |
| Афроамериканци    | 0 (0,0%)    | 0 (0,0%)    |
| Азијати           | 1 (0,2%)    | 1 (0,3%)    |
| Хиспаноамериканци | 0 (0,0%)    | 3 (0,9%)    |
| Укупно            | 402         | 350         |